# Золотий бутс англійської Прем'єр-ліги
Золотий бутс англійської Прем'єр-ліги (англ. Premier League Golden Boot) — щорічна футбольна нагорода в Англії, що вручається найкращому бомбардирові сезону Прем'єр-ліги, що завершився, вищого дивізіону в англійському футболі з 1992 року. Також вручаються нагороди гравцям, які першими забили 10, 20 і 30 голів в кожному сезоні.

## Переможці
Ключі:
- † — нагороду отримали декілька гравців
- C — клуб того сезону став чемпіоном
- E — гравець також отримав Золотий бутс УЄФА
- (x) — кількість перемог

| Сезон        | Переможець                   | Клуб               | Голи  | Ігри  | Коефіцієнт |
| ------------ | ---------------------------- | ------------------ | ----- | ----- | ---------- |
| 1992–1993    | Тедді Шерінгем               | Тоттенгем Готспур  | 22    | 41    | 0.54       |
| 1993–1994    | Ендрю Коул                   | Ньюкасл Юнайтед    | 34    | 40    | 0.85       |
| 1994–1995    | Алан Ширер                   | Блекберн РоверзC   | 34    | 42    | 0.81       |
| 1995–1996    | Алан Ширер(2)                | Блекберн Роверз    | 31    | 35    | 0.89       |
| 1996–1997    | Алан Ширер(3)                | Ньюкасл Юнайтед    | 25    | 31    | 0.81       |
| 1997–1998†   | Кріс Саттон                  | Блекберн Роверз    | 18    | 35    | 0.51       |
| 1997–1998†   | Майкл Овен                   | Ліверпуль          | 18    | 36    | 0.50       |
| 1997–1998†   | Діон Даблін                  | Ковентрі Сіті      | 18    | 36    | 0.50       |
| 1998–1999†   | Двайт Йорк                   | Манчестер ЮнайтедC | 18    | 33    | 0.55       |
| 1998–1999†   | Майкл Овен(2)                | Ліверпуль          | 18    | 30    | 0.60       |
| 1998–1999†   | Джиммі Флойд Гассельбайнк    | Лідс Юнайтед       | 18    | 36    | 0.50       |
| 1999–2000    | Кевін ФілліпсE               | Сандерленд         | 30    | 36    | 0.83       |
| 2000–2001    | Джиммі Флойд Гассельбайнк(2) | Челсі              | 23    | 35    | 0.66       |
| 2001–2002    | Тьєррі Анрі                  | АрсеналC           | 24    | 33    | 0.73       |
| 2002–2003    | Руд ван Ністелрой            | Манчестер ЮнайтедC | 25    | 34    | 0.74       |
| 2003–2004    | Тьєррі АнріE(2)              | АрсеналC           | 30    | 37    | 0.81       |
| 2004–2005    | Тьєррі АнріE(3)              | Арсенал            | 25    | 32    | 0.78       |
| 2005–2006    | Тьєррі Анрі(4)               | Арсенал            | 27    | 32    | 0.84       |
| 2006–2007    | Дідьє Дрогба                 | Челсі              | 20    | 36    | 0.56       |
| 2007–2008    | Кріштіану РоналдуE           | Манчестер ЮнайтедC | 31    | 34    | 0.91       |
| 2008–2009    | Ніколя Анелька               | Челсі              | 19    | 36    | 0.53       |
| 2009–2010    | Дідьє Дрогба(2)              | ЧелсіC             | 29    | 32    | 0.91       |
| 2010–2011†   | Карлос Тевес                 | Манчестер Сіті     | 20    | 31    | 0.65       |
| 2010–2011†   | Дімітар Бербатов             | Манчестер ЮнайтедC | 20    | 32    | 0.63       |
| 2011–2012    | Робін ван Персі              | Арсенал            | 30    | 38    | 0.79       |
| В середньому | В середньому                 | В середньому       | 24.04 | 34.83 | 0.69       |